# 宮地克実
宮地 克実（みやじ かつみ、1941年3月10日 - ）は、日本の元ラグビー選手及び指導者。

## プロフィール
- 大阪府出身。
- 現役時代のポジションは主に左プロップ。
- 日本代表キャップは1。

## 来歴
大阪府立四條畷高等学校を経て、同志社大学へと進む。同大学在籍時代には坂田好弘らとともに第2回日本協会招待NHK杯で近鉄を下し、事実上のラグビー日本一を経験した。その後、東京三洋に加入した。日本代表選手の経験もあり、1969年のアジア選手権に出場し、キャップ1を獲得している。
現役引退後は1978年と1984年に日本代表監督を2度務めた。そして恩師でもある前任者の岡仁詩の突然の辞任により、第1回のラグビーワールドカップが開催された1987年に3度目の代表監督に就任し、同大会での指揮を執った。
その後、三洋電機（現在の埼玉パナソニックワイルドナイツ）の監督を務めた。同職時代には当時日本一連覇中の神戸製鋼との名勝負を毎年繰り広げた。しかし三洋電機ではタイトルをなかなか獲得できず、「悲劇の名将」と呼ばれた。宮地監督時代の三洋電機は全国社会人大会での優勝が1995年度の一度だけで、日本選手権（当時は社会人日本一チームと大学日本一チームの1試合のみの対戦という方式）には一度も出場していない。
1996年に監督を退いた後は造園業を営んでおり、ワイルドナイツの練習グラウンドの整備も手がけていた。
テレビドラマ『スクール☆ウォーズ』の原作者、馬場信浩は大阪府立四條畷高等学校時代の一年後輩であり、同作品の執筆にラグビー関連資料を多数提供している。

## エピソード
- 1991年1月8日に行われた第43回全国社会人ラグビーフットボール大会決勝戦で、神戸製鋼にまさかの逆転負けを喫した直後、頭の中が真っ白になったという。
- 2008年3月に秩父宮ラグビー場で行われた第45回日本ラグビーフットボール選手権大会決勝戦で、三洋電機はサントリーサンゴリアスを破りチーム初の日本一に輝いたが、この試合をスタンドで観戦していた。試合が終わった後は選手からの求めでグラウンドに降りて胴上げされた[1]。